# Тхай Тхи Льен
Тхай Тхи Льен (вьет. Thái Thị Liên; 4 августа 1918, Хошимин — 31 января 2023, Ханой) — вьетнамская пианистка и музыкальный педагог. Мать пианистов Данг Тхай Шона и Чан Тху Ха, архитектора Чан Тхай Биня. Народная артистка Вьетнама.

## Биография
С детства училась играть на фортепиано, однако не имела возможности посвятить себя музыкальной карьере вплоть до 1946 года, когда семейные обстоятельства позволили ей выехать для учёбы сперва в Париж, а затем в Прагу. 
В Париже в конце 1940-х годов вышла замуж за одного из сподвижников Хо Ши Мина, которого затем сопровождала в ходе различных партизанских операций против французского колониального режима.
В 1951 году Тхай Тхи Льен окончила Пражскую музыкальную консерваторию.
После прихода Хо Ши Мина к власти опубликовала сборник фортепианных переложений вьетнамских народных песен. 
В 1956 году она была одной из основателей первой вьетнамской музыкальной школы, в дальнейшем преобразованной в Ханойскую консерваторию и на протяжении двадцати лет возглавляла её фортепианное отделение.
С 1995 года жила в Канаде со своим сыном Данг Тхай Шоном.
Её последнее публичное выступление состоялось в 2017 году в ознаменование её 100-летия и после того, как она перенесла небольшой инсульт. 
Тхи Льен скончалась 31 января 2023 года в Ханое.